# Élections cantonales de 1992 en Seine-et-Marne
Les élections cantonales ont eu lieu les 22 et 29 mars 1992.
Lors de ces élections, 24 des 43 cantons de Seine-et-Marne ont été renouvelés. Elles ont vu l'élection de la majorité RPR dirigée par Jacques Larché, succédant à Paul Séramy,président UDF du conseil général depuis 1982.

## Résultats à l’échelle du département
Répartition départementale des résultats (2e tour).
- PCF (1,87 %)
- PS (20,72 %)
- Majorité (3,03 %)
- Verts (7,44 %)
- RPR (29,16 %)
- UDF (9,13 %)
- DVD (17,03 %)
- FN (11,61 %)

| Étiquette      | Étiquette                          | Premier tour | Premier tour | Second tour | Second tour | Sièges |
| Étiquette      | Étiquette                          | Voix         | %            | Voix        | %           | Sièges |
| -------------- | ---------------------------------- | ------------ | ------------ | ----------- | ----------- | ------ |
|                | Parti socialiste                   | 39 275       | 16,27        | 40 258      | 20,72       | 1      |
|                | Parti communiste français          | 20 189       | 8,36         | 3 640       | 1,87        | 1      |
|                | Majorité présidentielle            | 5 449        | 2,26         | 5 877       | 3,03        | 1      |
|                | Parti radical de gauche            | 823          | 0,34         |             |             |        |
|                | Extrême gauche                     | 818          | 0,34         |             |             |        |
| Gauche         | Gauche                             | 66 554       | 27,57        | 49 775      | 25,62       | 3      |
|                |                                    |              |              |             |             |        |
|                | Rassemblement pour la République   | 45 077       | 18,67        | 56 658      | 29,16       | 10     |
|                | Front national                     | 39 002       | 16,16        | 22 555      | 11,61       | 0      |
|                | Divers droite                      | 34 297       | 14,21        | 33 093      | 17,03       | 6      |
|                | Union pour la démocratie française | 20 082       | 8,32         | 17 747      | 9,13        | 5      |
| Droite         | Droite                             | 138 458      | 57,36        | 130 053     | 66,93       | 21     |
|                |                                    |              |              |             |             |        |
|                | Les Verts                          | 34 951       | 14,48        | 14 449      | 7,44        | 0      |
|                | Génération écologie                | 1 419        | 0,59         |             |             |        |
| Écologistes    | Écologistes                        | 36 370       | 15,07        | 14 449      | 7,44        | 0      |
|                |                                    |              |              |             |             |        |
| Inscrits       | Inscrits                           | 380 369      | 100,00       | 367 784     | 100,00      |        |
| Abstention     | Abstention                         | 128 868      | 33,88        | 156 531     | 42,56       |        |
| Votants        | Votants                            | 251 501      | 66,12        | 211 253     | 57,44       |        |
| Blancs et nuls | Blancs et nuls                     | 10 119       | 4,02         | 16 976      | 8,04        |        |
| Exprimés       | Exprimés                           | 241 382      | 95,98        | 194 277     | 91,96       |        |

## Résultats par canton

### Canton de Champs-sur-Marne
| Candidats      | Candidats         | Étiquette      | Premier tour | Premier tour | Second tour | Second tour |
| Candidats      | Candidats         | Étiquette      | Voix         | %            | Voix        | %           |
| -------------- | ----------------- | -------------- | ------------ | ------------ | ----------- | ----------- |
|                | Lionel Hurtebize* | PCF            | 2 104        | 26,12        | 3 640       | 54,60       |
|                | Marc Valade       | DVD            | 1 619        | 20,10        | 3 027       | 45,40       |
|                | Jeannine Huplier  | FN             | 1 292        | 16,04        |             |             |
|                | Patrice Romain    | Verts          | 1 172        | 14,55        |             |             |
|                | Jeanne Chedhomme  | PS             | 974          | 12,09        |             |             |
|                | Jean Calvet       | PS             | 621          | 7,71         |             |             |
|                | Monique Magnien   | UDF            | 272          | 3,38         |             |             |
|                |                   |                |              |              |             |             |
| Inscrits       | Inscrits          | Inscrits       | 13 399       | 100,00       | 13 396      | 100,00      |
| Abstention     | Abstention        | Abstention     | 5 113        | 38,16        | 6 157       | 45,96       |
| Votants        | Votants           | Votants        | 8 286        | 61,84        | 7 239       | 54,04       |
| Blancs et nuls | Blancs et nuls    | Blancs et nuls | 232          | 2,80         | 572         | 7,90        |
| Exprimés       | Exprimés          | Exprimés       | 8 054        | 97,20        | 6 667       | 92,10       |

*sortant

### Canton du Châtelet-en-Brie
| Candidats      | Candidats          | Étiquette      | Premier tour | Premier tour | Second tour | Second tour |
| Candidats      | Candidats          | Étiquette      | Voix         | %            | Voix        | %           |
| -------------- | ------------------ | -------------- | ------------ | ------------ | ----------- | ----------- |
|                | Pierre Le Guen *   | DVD            | 2 140        | 35,27        | 2 366       | 42,11       |
|                | Michel Le Flem     | PS             | 1 234        | 20,34        | 1 606       | 28,59       |
|                | Jacques Cerqueu    | FN             | 1 010        | 16,65        | 826         | 14,70       |
|                | Claudine Foy       | Verts          | 964          | 15,89        | 820         | 14,60       |
|                | Daniel Bourillon   | DVD            | 426          | 7,02         |             |             |
|                | Bérangère Lorichon | PCF            | 293          | 4,83         |             |             |
|                |                    |                |              |              |             |             |
| Inscrits       | Inscrits           | Inscrits       | 8 731        | 100,00       | 8 729       | 100,00      |
| Abstention     | Abstention         | Abstention     | 2 402        | 27,51        | 2 975       | 34,08       |
| Votants        | Votants            | Votants        | 6 329        | 72,49        | 5 754       | 65,92       |
| Blancs et nuls | Blancs et nuls     | Blancs et nuls | 262          | 4,14         | 136         | 2,36        |
| Exprimés       | Exprimés           | Exprimés       | 6 067        | 95,86        | 5 618       | 97,64       |

*sortant

### Canton de Combs-la-Ville
| Candidats      | Candidats                | Étiquette      | Premier tour | Premier tour | Second tour | Second tour |
| Candidats      | Candidats                | Étiquette      | Voix         | %            | Voix        | %           |
| -------------- | ------------------------ | -------------- | ------------ | ------------ | ----------- | ----------- |
|                | Guy Geoffroy             | RPR            | 3 368        | 27,19        | 6 011       | 57,03       |
|                | Jean-Jacques Fournier    | PS             | 2 894        | 23,36        | 4 529       | 42,97       |
|                | Pascal Marotte           | Verts          | 1 815        | 14,65        |             |             |
|                | Jean-Christophe Collette | FN             | 1 802        | 14,55        |             |             |
|                | Christiane Legras        | DVD            | 1 446        | 11,67        |             |             |
|                | Martial Gelinat          | PCF            | 783          | 6,32         |             |             |
|                | Jean-Michel Gambier      | PS             | 147          | 1,19         |             |             |
|                | Alain Pruvot             | PS             | 133          | 1,07         |             |             |
|                |                          |                |              |              |             |             |
| Inscrits       | Inscrits                 | Inscrits       | 19 182       | 100,00       | 19 182      | 100,00      |
| Abstention     | Abstention               | Abstention     | 6 379        | 33,26        | 7 740       | 40,35       |
| Votants        | Votants                  | Votants        | 12 803       | 66,74        | 11 442      | 59,65       |
| Blancs et nuls | Blancs et nuls           | Blancs et nuls | 415          | 3,24         | 902         | 7,88        |
| Exprimés       | Exprimés                 | Exprimés       | 12 388       | 96,76        | 10 540      | 92,12       |

### Canton de Crécy-la-Chapelle
| Candidats      | Candidats            | Étiquette      | Premier tour | Premier tour | Second tour | Second tour |
| Candidats      | Candidats            | Étiquette      | Voix         | %            | Voix        | %           |
| -------------- | -------------------- | -------------- | ------------ | ------------ | ----------- | ----------- |
|                | Michel Houel         | RPR            | 4 617        | 36,58        | 7 345       | 74,34       |
|                | Michel Mercier       | FN             | 2 162        | 17,13        | 2 535       | 25,66       |
|                | Camille Garbell      | Verts          | 1 824        | 14,45        |             |             |
|                | Jean-Jacques Jego    | PCF            | 1 806        | 14,31        |             |             |
|                | Frédéric Chefd'Hotel | PS             | 1 362        | 10,79        |             |             |
|                | Michel Fleury        | DVD            | 851          | 6,74         |             |             |
|                | Jean-Claude Coutant  | DVD            | 0            | 0,00         |             |             |
|                |                      |                |              |              |             |             |
| Inscrits       | Inscrits             | Inscrits       | 19 416       | 100,00       | 19 419      | 100,00      |
| Abstention     | Abstention           | Abstention     | 6 282        | 32,35        | 7 998       | 41,19       |
| Votants        | Votants              | Votants        | 13 134       | 67,65        | 11 421      | 58,81       |
| Blancs et nuls | Blancs et nuls       | Blancs et nuls | 512          | 3,90         | 1 541       | 13,49       |
| Exprimés       | Exprimés             | Exprimés       | 12 622       | 96,10        | 9 880       | 86,51       |

### Canton de La Ferté-sous-Jouarre
| Candidats      | Candidats            | Étiquette      | Premier tour | Premier tour | Second tour | Second tour |
| Candidats      | Candidats            | Étiquette      | Voix         | %            | Voix        | %           |
| -------------- | -------------------- | -------------- | ------------ | ------------ | ----------- | ----------- |
|                | René Bonnefoy*       | RPR            | 3 559        | 39,35        | 4 041       | 48,55       |
|                | Didier Coquard       | FN             | 1 903        | 21,04        | 1 930       | 23,19       |
|                | Claude Munnier       | Verts          | 1 481        | 16,38        | 2 353       | 28,27       |
|                | André Villedieu      | PCF            | 846          | 9,35         |             |             |
|                | Daniel Trouble       | PRG            | 823          | 9,10         |             |             |
|                | Laurent Tribouillard | EXG            | 432          | 4,78         |             |             |
|                |                      |                |              |              |             |             |
| Inscrits       | Inscrits             | Inscrits       | 14 174       | 100,00       | 14 154      | 100,00      |
| Abstention     | Abstention           | Abstention     | 4 590        | 32,38        | 5 436       | 38,41       |
| Votants        | Votants              | Votants        | 9 584        | 67,62        | 8 718       | 61,59       |
| Blancs et nuls | Blancs et nuls       | Blancs et nuls | 540          | 5,63         | 394         | 4,52        |
| Exprimés       | Exprimés             | Exprimés       | 9 044        | 94,37        | 8 324       | 95,48       |

*sortant

### Canton de Fontainebleau
| Candidats      | Candidats             | Étiquette      | Premier tour | Premier tour | Second tour | Second tour |
| Candidats      | Candidats             | Étiquette      | Voix         | %            | Voix        | %           |
| -------------- | --------------------- | -------------- | ------------ | ------------ | ----------- | ----------- |
|                | Jean-Francois Robinet | DVD            | 3 599        | 20,21        | 7 475       | 62,27       |
|                | Bernard Chevalier     | RPR            | 2 984        | 16,76        | 4 530       | 37,73       |
|                | Pierre Pic            | DVD            | 2 779        | 15,61        |             |             |
|                | Bruno Racouchot       | FN             | 2 339        | 13,14        |             |             |
|                | Gérard Dorle          | Verts          | 2 024        | 11,37        |             |             |
|                | Michel Kremer         | PS             | 1 964        | 11,03        |             |             |
|                | Georges Galipon       | GE             | 1 419        | 7,97         |             |             |
|                | Liliane Ganille       | PCF            | 699          | 3,93         |             |             |
|                |                       |                |              |              |             |             |
| Inscrits       | Inscrits              | Inscrits       | 27 799       | 100,00       | 27 799      | 100,00      |
| Abstention     | Abstention            | Abstention     | 9 495        | 34,16        | 13 706      | 49,30       |
| Votants        | Votants               | Votants        | 18 304       | 65,84        | 14 093      | 50,70       |
| Blancs et nuls | Blancs et nuls        | Blancs et nuls | 497          | 2,72         | 2 088       | 14,82       |
| Exprimés       | Exprimés              | Exprimés       | 17 807       | 97,28        | 12 005      | 85,18       |

### Canton de Lagny-sur-Marne
| Candidats      | Candidats          | Étiquette      | Premier tour | Premier tour | Second tour | Second tour |
| Candidats      | Candidats          | Étiquette      | Voix         | %            | Voix        | %           |
| -------------- | ------------------ | -------------- | ------------ | ------------ | ----------- | ----------- |
|                | Claude Avisse*     | RPR            | 6 888        | 37,23        | 7 715       | 47,11       |
|                | Gérard Denaeyer    | Verts          | 3 463        | 18,72        | 5 905       | 36,06       |
|                | Yves Varenne       | FN             | 3 020        | 16,32        | 2 757       | 16,83       |
|                | Renaud Vié Le Sage | PS             | 2 856        | 15,44        |             |             |
|                | Bernard Durca      | DVD            | 1 177        | 6,36         |             |             |
|                | Michel Pitavy      | PCF            | 1 097        | 5,93         |             |             |
|                |                    |                |              |              |             |             |
| Inscrits       | Inscrits           | Inscrits       | 29 444       | 100,00       | 29 398      | 100,00      |
| Abstention     | Abstention         | Abstention     | 10 291       | 34,95        | 12 319      | 41,90       |
| Votants        | Votants            | Votants        | 19 153       | 65,05        | 17 079      | 58,10       |
| Blancs et nuls | Blancs et nuls     | Blancs et nuls | 652          | 3,40         | 702         | 4,11        |
| Exprimés       | Exprimés           | Exprimés       | 18 501       | 96,60        | 16 377      | 95,89       |

*sortant

### Canton de Lizy-sur-Ourcq
| Candidats      | Candidats         | Étiquette      | Premier tour | Premier tour | Second tour | Second tour |
| Candidats      | Candidats         | Étiquette      | Voix         | %            | Voix        | %           |
| -------------- | ----------------- | -------------- | ------------ | ------------ | ----------- | ----------- |
|                | Pierre Meutey*    | UDF            | 2 630        | 45,34        | 2 886       | 55,64       |
|                | Pierre Herteler   | FN             | 1 130        | 19,48        | 1 090       | 21,01       |
|                | Daniel Preel      | PS             | 933          | 16,08        | 1 211       | 23,35       |
|                | Jacques Boissinot | Verts          | 856          | 14,76        |             |             |
|                | Jacques Plas      | PCF            | 252          | 4,34         |             |             |
|                |                   |                |              |              |             |             |
| Inscrits       | Inscrits          | Inscrits       | 8 897        | 100,00       | 8 897       | 100,00      |
| Abstention     | Abstention        | Abstention     | 2 813        | 31,62        | 3 447       | 38,74       |
| Votants        | Votants           | Votants        | 6 084        | 68,38        | 5 450       | 61,26       |
| Blancs et nuls | Blancs et nuls    | Blancs et nuls | 283          | 4,65         | 263         | 4,83        |
| Exprimés       | Exprimés          | Exprimés       | 5 801        | 95,35        | 5 187       | 95,17       |

*sortant

### Canton de Meaux-Nord
| Candidats      | Candidats       | Étiquette      | Premier tour | Premier tour | Second tour | Second tour |
| Candidats      | Candidats       | Étiquette      | Voix         | %            | Voix        | %           |
| -------------- | --------------- | -------------- | ------------ | ------------ | ----------- | ----------- |
|                | Pierre Quillet* | RPR            | 4 310        | 32,10        | 5 356       | 43,54       |
|                | Robert Le Foll  | PS             | 4 026        | 29,99        | 4 779       | 38,85       |
|                | Christian Galoy | FN             | 2 651        | 19,75        | 2 167       | 17,62       |
|                | Christian Mauny | Verts          | 1 652        | 12,31        |             |             |
|                | Gérard Bardin   | PCF            | 786          | 5,85         |             |             |
|                |                 |                |              |              |             |             |
| Inscrits       | Inscrits        | Inscrits       | 21 619       | 100,00       | 21 619      | 100,00      |
| Abstention     | Abstention      | Abstention     | 7 681        | 35,53        | 8 732       | 40,39       |
| Votants        | Votants         | Votants        | 13 938       | 64,47        | 12 887      | 59,61       |
| Blancs et nuls | Blancs et nuls  | Blancs et nuls | 513          | 3,68         | 585         | 4,54        |
| Exprimés       | Exprimés        | Exprimés       | 13 425       | 96,32        | 12 302      | 95,46       |

*sortant

### Canton du Mée-sur-Seine
| Candidats      | Candidats        | Étiquette      | Premier tour | Premier tour | Second tour | Second tour |
| Candidats      | Candidats        | Étiquette      | Voix         | %            | Voix        | %           |
| -------------- | ---------------- | -------------- | ------------ | ------------ | ----------- | ----------- |
|                | René André       | UDF            | 4 762        | 35,07        | 5 446       | 45,72       |
|                | Jacques Machard  | PS             | 3 010        | 22,17        | 4 311       | 36,19       |
|                | Philippe David   | FN             | 2 499        | 18,40        | 2 154       | 18,08       |
|                | Pierre Cocconi   | Verts          | 2 108        | 15,52        |             |             |
|                | Robert de Rudder | PCF            | 707          | 5,21         |             |             |
|                | Pascal Devemy    | PS             | 493          | 3,63         |             |             |
|                |                  |                |              |              |             |             |
| Inscrits       | Inscrits         | Inscrits       | 21 759       | 100,00       | 21 760      | 100,00      |
| Abstention     | Abstention       | Abstention     | 7 726        | 35,51        | 9 216       | 42,35       |
| Votants        | Votants          | Votants        | 14 033       | 64,49        | 12 544      | 57,65       |
| Blancs et nuls | Blancs et nuls   | Blancs et nuls | 454          | 3,24         | 633         | 5,05        |
| Exprimés       | Exprimés         | Exprimés       | 13 579       | 96,76        | 11 911      | 94,95       |

### Canton de Melun-Sud
| Candidats      | Candidats            | Étiquette      | Premier tour | Premier tour | Second tour | Second tour |
| Candidats      | Candidats            | Étiquette      | Voix         | %            | Voix        | %           |
| -------------- | -------------------- | -------------- | ------------ | ------------ | ----------- | ----------- |
|                | Jean-Claude Agisson* | UDF            | 3 435        | 49,02        | 3 995       | 72,43       |
|                | Jean-Louis Boisanté  | PS             | 1 133        | 16,17        | 1 521       | 27,57       |
|                | Grégory Prost        | FN             | 1 114        | 15,90        |             |             |
|                | Eric Paterni         | Verts          | 924          | 13,19        |             |             |
|                | Perfecto Civit       | PCF            | 306          | 4,37         |             |             |
|                | Carmine Valente      | DVD            | 95           | 1,36         |             |             |
|                |                      |                |              |              |             |             |
| Inscrits       | Inscrits             | Inscrits       | 11 434       | 100,00       | 11 434      | 100,00      |
| Abstention     | Abstention           | Abstention     | 4 110        | 35,95        | 5 436       | 47,54       |
| Votants        | Votants              | Votants        | 7 324        | 64,05        | 5 998       | 52,46       |
| Blancs et nuls | Blancs et nuls       | Blancs et nuls | 317          | 4,33         | 482         | 8,04        |
| Exprimés       | Exprimés             | Exprimés       | 7 007        | 95,67        | 5 516       | 91,96       |

*sortant

### Canton de Montereau-Fault-Yonne
| Candidats      | Candidats               | Étiquette      | Premier tour | Premier tour | Second tour | Second tour |
| Candidats      | Candidats               | Étiquette      | Voix         | %            | Voix        | %           |
| -------------- | ----------------------- | -------------- | ------------ | ------------ | ----------- | ----------- |
|                | Claude Eymard-Duvernay* | UDF            | 4 220        | 34,74        | 5 420       | 48,58       |
|                | Alain Drèze             | PS             | 2 637        | 21,71        | 4 049       | 36,29       |
|                | Jacques Prost           | FN             | 1 992        | 16,40        | 1 687       | 15,12       |
|                | Joseph Ruiz             | PCF            | 1 969        | 16,21        | Retrait     | Retrait     |
|                | Dominique Megret        | Verts          | 1 328        | 10,93        |             |             |
|                |                         |                |              |              |             |             |
| Inscrits       | Inscrits                | Inscrits       | 18 682       | 100,00       | 18 671      | 100,00      |
| Abstention     | Abstention              | Abstention     | 5 967        | 31,94        | 6 730       | 36,05       |
| Votants        | Votants                 | Votants        | 12 715       | 68,06        | 11 941      | 63,95       |
| Blancs et nuls | Blancs et nuls          | Blancs et nuls | 569          | 4,48         | 785         | 6,57        |
| Exprimés       | Exprimés                | Exprimés       | 12 146       | 95,52        | 11 156      | 93,43       |

*sortant

### Canton de Moret-sur-Loing
| Candidats      | Candidats        | Étiquette      | Premier tour | Premier tour | Second tour | Second tour |
| Candidats      | Candidats        | Étiquette      | Voix         | %            | Voix        | %           |
| -------------- | ---------------- | -------------- | ------------ | ------------ | ----------- | ----------- |
|                | Patrick Septiers | DVD            | 3 653        | 27,74        | 5 766       | 53,38       |
|                | Michel Benard    | PS             | 2 094        | 15,90        | 5 035       | 46,62       |
|                | Gilles Simmer    | DVD            | 1 961        | 14,89        |             |             |
|                | Louis Prieur     | Verts          | 1 724        | 13,09        |             |             |
|                | Gérard Chrisment | FN             | 1 584        | 12,03        |             |             |
|                | Michel Normand   | DVD            | 883          | 6,70         |             |             |
|                | Edmond Dechery   | PCF            | 831          | 6,31         |             |             |
|                | Valéry-Henri Rem | DVD            | 440          | 3,34         |             |             |
|                |                  |                |              |              |             |             |
| Inscrits       | Inscrits         | Inscrits       | 19 847       | 100,00       | 19 847      | 100,00      |
| Abstention     | Abstention       | Abstention     | 6 009        | 30,28        | 8 009       | 40,35       |
| Votants        | Votants          | Votants        | 13 838       | 69,72        | 11 838      | 59,65       |
| Blancs et nuls | Blancs et nuls   | Blancs et nuls | 668          | 4,83         | 1 037       | 8,76        |
| Exprimés       | Exprimés         | Exprimés       | 13 170       | 95,17        | 10 801      | 91,24       |

### Canton de Mormant
| Candidats      | Candidats           | Étiquette      | Premier tour | Premier tour | Second tour | Second tour |
| Candidats      | Candidats           | Étiquette      | Voix         | %            | Voix        | %           |
| -------------- | ------------------- | -------------- | ------------ | ------------ | ----------- | ----------- |
|                | Marc Bareyre*       | PRG            | 2 821        | 34,60        | 4 271       | 63,24       |
|                | André Luczak        | RPR            | 1 755        | 21,53        | 2 483       | 36,76       |
|                | Gilbert Becquerelle | FN             | 1 130        | 13,86        |             |             |
|                | Joël Savry          | Verts          | 1 030        | 12,63        |             |             |
|                | Alain Coulamy       | PS             | 945          | 11,59        |             |             |
|                | Thierry Sovy        | PCF            | 472          | 5,79         |             |             |
|                | Jean-Claude Legrand | DVD            | 0            | 0,00         |             |             |
|                |                     |                |              |              |             |             |
| Inscrits       | Inscrits            | Inscrits       | 11 969       | 100,00       | 11 968      | 100,00      |
| Abstention     | Abstention          | Abstention     | 3 410        | 28,49        | 4 491       | 37,53       |
| Votants        | Votants             | Votants        | 8 559        | 71,51        | 7 477       | 62,47       |
| Blancs et nuls | Blancs et nuls      | Blancs et nuls | 406          | 4,74         | 723         | 9,67        |
| Exprimés       | Exprimés            | Exprimés       | 8 153        | 95,26        | 6 754       | 90,33       |

*sortant

### Canton de Nemours
| Candidats      | Candidats        | Étiquette      | Premier tour | Premier tour | Second tour | Second tour |
| Candidats      | Candidats        | Étiquette      | Voix         | %            | Voix        | %           |
| -------------- | ---------------- | -------------- | ------------ | ------------ | ----------- | ----------- |
|                | Charles Hochart* | RPR            | 3 858        | 33,85        | 4 608       | 50,89       |
|                | Michel Verhaeghe | DVD            | 1 804        | 15,83        | 4 447       | 49,11       |
|                | Jacques David    | FN             | 1 711        | 15,01        |             |             |
|                | Leopold Sarteau  | PS             | 1 671        | 14,66        |             |             |
|                | Philippe Mouche  | Verts          | 1 646        | 14,44        |             |             |
|                | Rémi Trembleau   | PCF            | 709          | 6,22         |             |             |
|                |                  |                |              |              |             |             |
| Inscrits       | Inscrits         | Inscrits       | 17 467       | 100,00       | 17 464      | 100,00      |
| Abstention     | Abstention       | Abstention     | 5 578        | 31,93        | 7 474       | 42,80       |
| Votants        | Votants          | Votants        | 11 889       | 68,07        | 9 990       | 57,20       |
| Blancs et nuls | Blancs et nuls   | Blancs et nuls | 490          | 4,12         | 935         | 9,36        |
| Exprimés       | Exprimés         | Exprimés       | 11 399       | 95,88        | 9 055       | 90,64       |

*sortant

### Canton de Pontault-Combault
| Candidats      | Candidats            | Étiquette      | Premier tour | Premier tour | Second tour | Second tour |
| Candidats      | Candidats            | Étiquette      | Voix         | %            | Voix        | %           |
| -------------- | -------------------- | -------------- | ------------ | ------------ | ----------- | ----------- |
|                | Jean-Pierre Cognat   | RPR            | 2 171        | 24,76        | 3 208       | 39,19       |
|                | Gérard Briaud        | PS             | 2 125        | 24,24        | 2 848       | 34,80       |
|                | Claude Morel         | Verts          | 1 531        | 17,46        | 1 132       | 13,83       |
|                | Michel Marante       | FN             | 1 421        | 16,21        | 997         | 12,18       |
|                | Jean-Pierre Graziano | PCF            | 920          | 10,49        |             |             |
|                | Guislain Dusanter    | DVD            | 599          | 6,83         |             |             |
|                |                      |                |              |              |             |             |
| Inscrits       | Inscrits             | Inscrits       | 13 968       | 100,00       | 13 968      | 100,00      |
| Abstention     | Abstention           | Abstention     | 4 900        | 35,08        | 5 503       | 39,40       |
| Votants        | Votants              | Votants        | 9 068        | 64,92        | 8 465       | 60,60       |
| Blancs et nuls | Blancs et nuls       | Blancs et nuls | 301          | 3,32         | 280         | 3,31        |
| Exprimés       | Exprimés             | Exprimés       | 8 767        | 96,68        | 8 185       | 96,69       |

### Canton de Provins
| Candidats      | Candidats          | Étiquette      | Premier tour | Premier tour | Second tour | Second tour |
| Candidats      | Candidats          | Étiquette      | Voix         | %            | Voix        | %           |
| -------------- | ------------------ | -------------- | ------------ | ------------ | ----------- | ----------- |
|                | René Caro          | DVD            | 2 153        | 29,11        | 3 507       | 100,00      |
|                | Ghislain Bray      | RPR            | 1 816        | 24,55        | Retrait     | Retrait     |
|                | Philippe Darriulat | PS             | 989          | 13,37        |             |             |
|                | Jacques Jaggi      | FN             | 923          | 12,48        |             |             |
|                | Bruno Letisse      | Verts          | 837          | 11,32        |             |             |
|                | Pierre Beaugrand   | PCF            | 678          | 9,17         |             |             |
|                |                    |                |              |              |             |             |
| Inscrits       | Inscrits           | Inscrits       | 12 174       | 100,00       | 12 174      | 100,00      |
| Abstention     | Abstention         | Abstention     | 4 431        | 36,40        | 7 344       | 60,33       |
| Votants        | Votants            | Votants        | 7 743        | 63,60        | 4 830       | 39,67       |
| Blancs et nuls | Blancs et nuls     | Blancs et nuls | 347          | 4,48         | 1 323       | 27,39       |
| Exprimés       | Exprimés           | Exprimés       | 7 396        | 95,52        | 3 507       | 72,61       |

### Canton de Rebais
| Candidats      | Candidats            | Étiquette      | Premier tour | Premier tour |
| Candidats      | Candidats            | Étiquette      | Voix         | %            |
| -------------- | -------------------- | -------------- | ------------ | ------------ |
|                | Jacques Larché*      | UDF            | 2 824        | 58,15        |
|                | Alain Rousseau       | FN             | 647          | 13,32        |
|                | Soizic Pouret        | Verts          | 604          | 12,44        |
|                | Marie-Claude Nectoux | PS             | 449          | 9,25         |
|                | Christian Dulin      | PCF            | 332          | 6,84         |
|                |                      |                |              |              |
| Inscrits       | Inscrits             | Inscrits       | 7 535        | 100,00       |
| Abstention     | Abstention           | Abstention     | 2 396        | 31,80        |
| Votants        | Votants              | Votants        | 5 139        | 68,20        |
| Blancs et nuls | Blancs et nuls       | Blancs et nuls | 283          | 5,51         |
| Exprimés       | Exprimés             | Exprimés       | 4 856        | 94,49        |

*sortant

### Canton de Roissy-en-Brie
| Candidats      | Candidats        | Étiquette      | Premier tour | Premier tour | Second tour | Second tour |
| Candidats      | Candidats        | Étiquette      | Voix         | %            | Voix        | %           |
| -------------- | ---------------- | -------------- | ------------ | ------------ | ----------- | ----------- |
|                | Bernard Dizier   | PS             | 3 138        | 25,13        | 6 447       | 64,59       |
|                | Jean Tabary      | FN             | 2 319        | 18,57        | 3 534       | 35,41       |
|                | Lionel Courant   | DVD            | 2 078        | 16,64        |             |             |
|                | Loic Griveau     | Verts          | 2 055        | 16,46        |             |             |
|                | Olivier Esquirol | UDF            | 1 939        | 15,53        |             |             |
|                | Cécile Guieux    | PCF            | 958          | 7,67         |             |             |
|                |                  |                |              |              |             |             |
| Inscrits       | Inscrits         | Inscrits       | 21 058       | 100,00       | 21 057      | 100,00      |
| Abstention     | Abstention       | Abstention     | 8 020        | 38,09        | 9 454       | 44,90       |
| Votants        | Votants          | Votants        | 13 038       | 61,91        | 11 603      | 55,10       |
| Blancs et nuls | Blancs et nuls   | Blancs et nuls | 551          | 4,23         | 1 622       | 13,98       |
| Exprimés       | Exprimés         | Exprimés       | 12 487       | 95,77        | 9 981       | 86,02       |

### Canton de Rozay-en-Brie
| Candidats      | Candidats             | Étiquette      | Premier tour | Premier tour | Second tour | Second tour |
| Candidats      | Candidats             | Étiquette      | Voix         | %            | Voix        | %           |
| -------------- | --------------------- | -------------- | ------------ | ------------ | ----------- | ----------- |
|                | Anne-Marie Schaffner* | RPR            | 3 720        | 44,84        | 3 819       | 51,74       |
|                | Raoul Laverie         | Verts          | 1 433        | 17,27        | 2 361       | 31,99       |
|                | Gérard Queille        | FN             | 1 284        | 15,48        | 1 201       | 16,27       |
|                | Pierre Tocqueville    | PS             | 870          | 10,49        |             |             |
|                | Roland Escoffier      | PCF            | 604          | 7,28         |             |             |
|                | Michel Sénotier       | EXG            | 386          | 4,65         |             |             |
|                |                       |                |              |              |             |             |
| Inscrits       | Inscrits              | Inscrits       | 12 732       | 100,00       | 12 773      | 100,00      |
| Abstention     | Abstention            | Abstention     | 4 067        | 31,94        | 5 097       | 39,90       |
| Votants        | Votants               | Votants        | 8 665        | 68,06        | 7 676       | 60,10       |
| Blancs et nuls | Blancs et nuls        | Blancs et nuls | 368          | 4,25         | 295         | 3,84        |
| Exprimés       | Exprimés              | Exprimés       | 8 297        | 95,75        | 7 381       | 96,16       |

*sortant

### Canton de Torcy
| Candidats      | Candidats           | Étiquette      | Premier tour | Premier tour | Second tour | Second tour |
| Candidats      | Candidats           | Étiquette      | Voix         | %            | Voix        | %           |
| -------------- | ------------------- | -------------- | ------------ | ------------ | ----------- | ----------- |
|                | Gérard Burlet*      | RPR            | 2 696        | 32,64        | 3 289       | 46,65       |
|                | Alain Rist          | Verts          | 1 690        | 20,46        | 1 878       | 26,63       |
|                | Christian Chaperon  | PS             | 1 578        | 19,10        | 1 884       | 26,72       |
|                | Isabelle Marti      | FN             | 1 261        | 15,27        |             |             |
|                | Jean-Pierre Ossorio | PCF            | 752          | 9,10         |             |             |
|                | Michel Roblet       | DVD            | 283          | 3,43         |             |             |
|                |                     |                |              |              |             |             |
| Inscrits       | Inscrits            | Inscrits       | 13 382       | 100,00       | 13 382      | 100,00      |
| Abstention     | Abstention          | Abstention     | 4 793        | 35,82        | 6 039       | 45,13       |
| Votants        | Votants             | Votants        | 8 589        | 64,18        | 7 343       | 54,87       |
| Blancs et nuls | Blancs et nuls      | Blancs et nuls | 329          | 3,83         | 292         | 3,98        |
| Exprimés       | Exprimés            | Exprimés       | 8 260        | 96,17        | 7 051       | 96,02       |

*sortant

### Canton de Tournan-en-Brie
| Candidats      | Candidats            | Étiquette      | Premier tour | Premier tour | Second tour | Second tour |
| Candidats      | Candidats            | Étiquette      | Voix         | %            | Voix        | %           |
| -------------- | -------------------- | -------------- | ------------ | ------------ | ----------- | ----------- |
|                | Gilbert Pillet*      | DVD            | 3 203        | 39,71        | 4 080       | 62,72       |
|                | Jean Thibout         | DVD            | 1 304        | 16,17        | 2 425       | 37,28       |
|                | Martine Bernier      | Verts          | 1 175        | 14,57        |             |             |
|                | Jacques Gérard       | FN             | 1 097        | 13,60        |             |             |
|                | Simone Huel          | PS             | 783          | 9,71         |             |             |
|                | Georges Callivrousis | PCF            | 504          | 6,25         |             |             |
|                |                      |                |              |              |             |             |
| Inscrits       | Inscrits             | Inscrits       | 12 826       | 100,00       | 12 825      | 100,00      |
| Abstention     | Abstention           | Abstention     | 4 411        | 34,39        | 5 607       | 43,72       |
| Votants        | Votants              | Votants        | 8 415        | 65,61        | 7 218       | 56,28       |
| Blancs et nuls | Blancs et nuls       | Blancs et nuls | 349          | 4,15         | 713         | 9,88        |
| Exprimés       | Exprimés             | Exprimés       | 8 066        | 95,85        | 6 505       | 90,12       |

*sortant

### Canton de Vaires-sur-Marne
| Candidats      | Candidats            | Étiquette      | Premier tour | Premier tour | Second tour | Second tour |
| Candidats      | Candidats            | Étiquette      | Voix         | %            | Voix        | %           |
| -------------- | -------------------- | -------------- | ------------ | ------------ | ----------- | ----------- |
|                | Hubert Pipard        | RPR            | 3 335        | 30,63        | 4 253       | 44,42       |
|                | Daniel Chambon*      | PS             | 2 293        | 21,06        | 3 644       | 38,06       |
|                | Pierre-Jean Prillard | FN             | 2 110        | 19,38        | 1 677       | 17,52       |
|                | Yves Mollet          | Verts          | 1 615        | 14,83        |             |             |
|                | René Menard          | PCF            | 1 535        | 14,10        |             |             |
|                |                      |                |              |              |             |             |
| Inscrits       | Inscrits             | Inscrits       | 17 868       | 100,00       | 17 868      | 100,00      |
| Abstention     | Abstention           | Abstention     | 6 525        | 36,52        | 7 621       | 42,65       |
| Votants        | Votants              | Votants        | 11 343       | 63,48        | 10 247      | 57,35       |
| Blancs et nuls | Blancs et nuls       | Blancs et nuls | 455          | 4,01         | 673         | 6,57        |
| Exprimés       | Exprimés             | Exprimés       | 10 888       | 95,99        | 9 574       | 93,43       |

*sortant

### Canton de Villiers-Saint-Georges
| Candidats      | Candidats           | Étiquette      | Premier tour | Premier tour |
| Candidats      | Candidats           | Étiquette      | Voix         | %            |
| -------------- | ------------------- | -------------- | ------------ | ------------ |
|                | Maurice Barthélémy* | DVD            | 1 804        | 56,34        |
|                | Alain Bruneau       | FN             | 601          | 18,77        |
|                | Daniel Vajou        | PS             | 551          | 17,21        |
|                | Eric Arnault        | PCF            | 246          | 7,68         |
|                |                     |                |              |              |
| Inscrits       | Inscrits            | Inscrits       | 5 007        | 100,00       |
| Abstention     | Abstention          | Abstention     | 1 479        | 29,54        |
| Votants        | Votants             | Votants        | 3 528        | 70,46        |
| Blancs et nuls | Blancs et nuls      | Blancs et nuls | 326          | 9,24         |
| Exprimés       | Exprimés            | Exprimés       | 3 202        | 90,76        |

*sortant